# العلاقات الأفغانية الباكستانية
العلاقات الأفغانية الباكستانية هي العلاقات بين إمارة أفغانستان الإسلامية و جمهورية باكستان الإسلامية. يشترك البلدان الجاران بالروابط التاريخية والثقافية العميقة. وأصبح كلاهما عضوًا في رابطة جنوب آسيا للتعاون الإقليمي. توترت العلاقات بين البلدين منذ عام 1947، عندما حصلت باكستان على الاستقلال، وكانت أفغانستان الدولة الوحيدة التي صوتت ضد قبول باكستان في الأمم المتحدة. بدأت أفغانستان على الفور بتسليح الحركات الانفصالية في باكستان الحديثة، وقدمت ادعاءات وحدوية لضم مساحات واسعة من الأراضي الباكستانية، فأدى ذلك إلى عدم تطبيع العلاقات بين البلدين. ازدادت حدة التوترات مع العديد من القضايا المتعلقة بالحرب في أفغانستان (1978-إلى الآن)، ومع ملايين اللاجئين الأفغان الذين لجؤوا إلى باكستان منذ بداية تلك الحرب.
كانت العلاقات الثنائية بين البلدين ضعيفة، إذ بدأت فورًا بعد أن أصبحت باكستان مستقلة في أغسطس عام 1947. كانت أفغانستان البلد الوحيد الذي صوت ضد انضمام باكستان إلى الأمم المتحدة في عام 1947، وذلك بسبب الاستياء الأفغاني من ديمومة خط ديورند. وضعت أفغانستان على الفور ادعاءات وحدوية لضم الأراضي التي يسيطر عليها البشتون داخل باكستان، وطالبت بإعادة التفاوض على الحدود بهدف تحويلها شرقًا إلى نهر السند داخل الأراضي الباكستانية. دعمت أفغانستان ماديًا الحركة الانفصالية المسلحة الفاشلة بقيادة ميرزالي خان ضد باكستان بعد وقت قصير من الاستقلال الباكستاني. منع دعم أفغانستان الفوري للحركات الانفصالية داخل باكستان نشوء علاقات طبيعية بين الدولتين.
نشرت حكومة أفغانستان في عام 1952 مخطط أرض لم تطالب فيه فقط بإقليم البشتون داخل باكستان، بل وأيضًا بإقليم بلوشستان الباكستاني. قُطِعت العلاقات الدبلوماسية بين عامي 1961 و1963 بعد أن دعمت أفغانستان المزيد من الانفصاليين المسلحين في باكستان، فأدى ذلك إلى نشوب مناوشات بين الدولتين في أوائل عام 1960، وإغلاق باكستان لاحقًا لميناء كراتشي أمام تجارة الترانزيت الأفغانية. أصبح محمد داود خان رئيسًا لأفغانستان في عام 1973، واتبعت أفغانستان بدعم سوفيتي سياسة تسليح الانفصاليين البشتون داخل باكستان.
اتهم الجيش الباكستاني أفغانستان بإيواء مختلف الجماعات الإرهابية التي تشن هجمات على باكستان، واتهمت السلطات الأفغانية وكالة الاستخبارات الباكستانية بتمويل أمراء الحرب وطالبان، وبتأسيس معسكرات إرهابية داخل الأراضي الباكستانية لاستهداف أفغانستان. توجد مشاعر كبيرة معادية لباكستان في أفغانستان، وتنتشر المشاعر السلبية تجاه اللاجئين الأفغان على نطاق واسع في باكستان، حتى في المناطق التي يسيطر عليها البشتون.
وصف الرئيس الأفغاني السابق حامد كرزاي (2004-2014) باكستان وأفغانستان بأنهما «أخوان لا ينفصلان»، وزعم أيضًا أن باكستان تستخدم الإرهاب ضد أفغانستان، وذلك بسبب الصلات الدينية والتاريخية والعرقية اللغوية بين شعب البشتون والمجموعات العرقية الأخرى في كلا البلدين، وكذلك العلاقات التجارية وغيرها. يتميز كل من البلدين بأنهما من بين أكبر الشركاء التجاريين لبعضهما،[بحاجة لمصدر] وتعمل باكستان قناة رئيسية لتجارة الترانزيت ومن ضمنها أفغانستان غير الساحلية.

## اقتراح الكونفدرالية
قال خورشيد محمود قصوري، الدبلوماسي المخضرم الذي شغل منصب وزير خارجية باكستان (2002-2007)، بشأن حل النزاعات التي تتمحور بشكل رئيسي حول قضية الحدود مع خط ديورند: «بُذِلت الكثير من الجهود الجادة في نفس الوقت على المستوى الحكومي لاتحاد باكستاني أفغاني»، وذلك قبل أن تُتَّخذ هذه المبادرات في عهد الرئيس محمد داود خان، الذي يُعتبر عمومًا مناهضًا لباكستان بسبب حركته لقضية بشتونستان. تحدث أسلم ختك، وهو سياسي عمل أيضًا سفيرًا في أفغانستان، عن هذه العملية في كتابه أوديسة بشتونية، وقال إن رئيس الوزراء مالك فيروز خان نون والرئيس اسكندر ميرزا اتفقا على الخطط، ووافق نون على تعيين الملك ظاهر شاه «الرئيس الدستوري للدولة»، وقال: «كان لدينا بالنهاية في فترة ما بعد الاستقلال ملكة مسيحية (إليزابيث الثانية)، ولكن سيكون لدينا الآن رجل مسلم». يقول قصوري إن الولايات المتحدة دعمت هذه الفكرة أيضًا. ألقي اللوم في فشل المشروع على اغتيال داود خان، وظهور الحزب الديمقراطي الشعبي الأفغاني الموالي للسوفيت، ونور محمد تركي في عام 1978.
قال الباحث الأفغاني حافظ الله عمادي إن «المخطط الأولي أشار إلى أن كلا الجانبين سيحافظان على استقلالهما الداخلي، وأنه ستكون هناك حكومة مركزية مسؤولة عن الدفاع والسياسة الخارجية والتجارة الخارجية والاتصالات، وسيُعيَّن رئيس وزراء جديد بشكل دوري». شرح أيضًا فشل الاقتراح باستبدال اسكندر ميرزا بالجنرال البشتوني العرقي أيوب خان، بعد انقلاب عام 1958، والذي «اعتبر نفسه زعيمًا للبشتون في باكستان، واعتقد أن البشتون هناك كان يجب أن ينضموا إلى باكستان تحت قيادته»، وذلك بدلاً من الكونفدرالية. رفض ذو الفقار علي بوتو الفكرة لأن «أفغانستان المتخلفة اقتصاديًا لن تفيد باكستان». أشار أيوب خان في ملاحظة مؤرخة في 9 يناير عام 1967 في مذكراته إلى أن «الناس من بنجاب مثل فيروز خان نون وأمجد علي هم الذين يواصلون تأكيدي على ضرورة تحسين العلاقات مع أفغانستان».
أيد الرئيس محمد ضياء الحق أيضًا اقتراح الكونفدرالية. «أشار تشارلز ويلسون إلى خريطة أظهرها ضياء له أيضًا، والتي أشارت إلى هدف تجسد بكونفدرالية تضم باكستان وأفغانستان أولًا، وآسيا الوسطى وكشمير أخيرًا. تحدث ضياء كذلك عن الكونفدرالية الباكستانية الأفغانية التي يمكن للباكستانيين والأفغان السفر فيها ذهابًا وإيابًا بشكل حر ودون جوازات سفر». إن الجنرال البشتوني أختر عبد الرحمن، الذي اعتُبر اليد اليمنى لضياء، والأهم من ذلك، المدير العام لوكالة الاستخبارات الأمريكية 1979-1987، «شارك أيضًا رؤية ضياء لكونفدرالية إسلامية في ما بعد الاتحاد السوفيتي تتألف من باكستان، وأفغانستان، وكشمير، وحتى دول آسيا الوسطى السوفيتية».
أشارت وثائق وكالة المخابرات المركزية التي رُفِعت السرية عنها مؤخرًا إلى أن الحكومة الأفغانية، بصفتها أكثر من كونفدرالية، طلبت من الولايات المتحدة في عام 1954 الاندماج مع باكستان، بعد تهديدها بظروف الاتحاد السوفيتي الاقتصادية. شك رئيس الوزراء الباكستاني آنذاك محمد علي بوغرا في حدوث اندماج تام، ولكن فكرة الكونفدرالية في حد ذاتها، من ناحية أخرى، كانت واردة بالفعل، وذلك كما «ألمح تقرير وكالة المخابرات المركزية إلى وجود بعض النقاشات في الأوساط الأفغانية والباكستانية الرسمية عن نوع من الكونفدرالية».
لاحظ بعض المحللين أن باكستان وأفغانستان الحاليتين قد دُمِجتا بالفعل في وحدة جغرافية واحدة خلال حكم الدولة الدُرانية (1747-1826). يقول العالم محمد شمس الدين صديقي مثلًا إن «دولة أحمد شاه ومركز سلطتها في قندهار، والذي نُقِل لاحقًا إلى كابل، ضمت كشمير والبنجاب والسند وبلوشستان»، وبالتالي فإن «دولة الدراني تميل أكثر لتشبه باكستان»، ولاحظ آخرون «توافق قوى التاريخ، ومبدأ تقرير المصير القومي، وتطلعات وحدة أمة المسلمين جميعها منذ أن شملت دولة الدراني باكستان وأفغانستان الحالية»، وشرحوا الجغرافيا السياسية المترابطة لكلا البلدين. تجسد آخر مثال على ذلك بمبدأ مسرح العمليات الأفغانية الباكستانية، الذي وُضِع في ظل إدارة الرئيس أوباما منذ عام 2008 وما بعد، وخلص إلى أن أفغانستان وباكستان يجب أن يكونا هدفًا للسياسات الأمنية المشتركة بالنظر إلى أوجه التشابه بينهما.

## مقارنة بين البلدين
هذه مقارنة عامة ومرجعية للدولتين:
| وجه المقارنة                                              | أفغانستان                    | باكستان                     |
| --------------------------------------------------------- | ---------------------------- | --------------------------- |
| المساحة (كم2)                                             | 652.23 ألف                   | 881.91 ألف                  |
| عدد السكان (نسمة)                                         | 34.94 مليون                  | 197.02 مليون                |
| الكثافة السكانية (ن./كم²)                                 | 53.57                        | 223.4                       |
| العاصمة                                                   | كابل                         | إسلام آباد                  |
| اللغة الرسمية                                             | اللغة البشتوية، اللغة الدرية | لغة إنجليزية، اللغة الأردية |
| العملة                                                    | أفغاني                       | روبية باكستانية             |
| الناتج المحلي الإجمالي (بليون دولار)                      | 20.82 مليار                  | 304.95 مليار                |
| الناتج المحلي الإجمالي (تعادل القوة الشرائية) بليون دولار | 62.62 مليار                  | 946.67 مليار                |
| الناتج المحلي الإجمالي الاسمي للفرد دولار أمريكي          | 594                          | 1.43 ألف                    |
| الناتج المحلي الإجمالي للفرد دولار أمريكي                 | 1.93 ألف                     | 4.81 ألف                    |
| مؤشر التنمية البشرية                                      | 0.479                        | 0.538                       |
| رمز المكالمات الدولي                                      | +93                          | +92                         |
| رمز الإنترنت                                              | .af                          | .pk                         |
| المنطقة الزمنية                                           | ت ع م+04:30                  | ت ع م+05:00                 |

## منظمات دولية مشتركة
يشترك البلدان في عضوية مجموعة من المنظمات الدولية، منها:
| علم المنظمة | اسم المنظمة                               | تاريخ انضمام أفغانستان | تاريخ انضمام باكستان |
| ----------- | ----------------------------------------- | ---------------------- | -------------------- |
|             | وكالة ضمان الاستثمار متعدد الأطراف        | 16 يونيو 2003          | 12 أبريل 1988        |
|             | منظمة التعاون الإسلامي                    | ?                      | ?                    |
|             | منظمة الشرطة الجنائية الدولية             | ?                      | ?                    |
|             | منظمة حظر الأسلحة الكيميائية              | ?                      | ?                    |
|             | الأمم المتحدة                             | 19 نوفمبر 1946         | 30 سبتمبر 1947       |
|             | مؤسسة التمويل الدولية                     | 23 سبتمبر 1957         | 20 يوليو 1956        |
|             | يونسكو                                    | 4 مايو 1948            | 14 سبتمبر 1949       |
|             | بنك التنمية الآسيوي                       | 1966                   | 1966                 |
|             | البنك الدولي للإنشاء والتعمير             | 14 يوليو 1995          | 11 يوليو 1950        |
|             | المركز الدولي لتسوية المنازعات الاستشارية | 25 يوليو 1968          | 15 أكتوبر 1966       |
|             | الاتحاد البريدي العالمي                   | ?                      | ?                    |
|             | الاتحاد الدولي للاتصالات                  | 12 أبريل 1928          | 26 أغسطس 1947        |

## أعلام
هذه قائمة لبعض الشخصيات التي تربطها علاقات بالبلدين:
- أبو أحمد الكويتي (1978 – 2 مايو 2011)
- أبو الأعلى المودودي (25 سبتمبر 1903[44][45] – 22 سبتمبر 1979[44][45])
- إبراهيم إسماعيل جندريكار (دبلوماسي باكستاني، 15 سبتمبر 1897 – 26 سبتمبر 1960)
- عدنان سميع (15 أغسطس 1971 – )
- عقيلة آصفي (1966 – )
- فاطمة بوتو (كاتبة باكستانية، 29 مايو 1982 – )
- كبير خان (لاعب كركيت باكستاني، 12 أبريل 1974 – )
- ميان كل أكبر زيب (دبلوماسي باكستاني، 15 فبراير 1954 – )

## وصلات خارجية
- موقع وزارة الخارجية الأفغانية
- موقع وزارة الخارجية الباكستانية